# I'm Home
《I'm home》（日语：アイ'ム ホーム），為日本漫畫家石坂啓創作的日本漫畫，1997年7月至1998年12月於小學館「BIG COMIC ORIGINAL」連載。1999年2月發行上下集單行本漫畫。2004年由NHK改編為連續劇《I'm home 遙遠的返家之路》（日语：アイ'ム ホーム 遥かなる家路），由淺野妙子編劇，真鍋齋、本木一博執導，時任三郎、紺野美沙子及戶田菜穗主演，全劇共24集。2015年4月由朝日電視台改編為連續劇，全劇共10集。本條目僅介紹2015版改編連續劇。

## 內容概要
家路久（木村拓哉飾演）原本是證券公司的精英，卻因為一場爆炸意外，喪失了5年來的記憶。即使回到家中，妻子（上戶彩飾演）與兒子都像戴著冰冷的面具，絲毫感覺不到愛情與溫暖。相反地在他心中，卻對已經離異的前妻（水野美紀飾演）與女兒（繼女，山口麻友飾演）有著依戀。
在這空白的5年當中，究竟發生了什麼事情？為什麼離婚？又為什麼有現在的婚姻？唯一的線索，只有手中的十支鑰匙。為了尋找真正的自己，解開所有的謎團，家路久決定以鑰匙一一打開通往過去的門…

## 連續劇（2015年版）
2015年版《I'm home》（日语：アイムホーム）自4月16日起每週四晚間9:00－9:54於朝日電視台「木9」時段播出。主演的木村拓哉是首次參與朝日電視台的連續劇演出，女主角是初次與木村拓哉合作的上戶彩。繼2007年TBS連續劇《華麗一族》之後，木村於本劇再次詮釋父親的角色。

### 登場人物

#### 主要人物
- 家路久：木村拓哉[6] （幼少時期：込江大牙[7]）（香港配音：蘇強文）

葵帝國證券營業部員工。火警意外失去記憶後，自第一營業部調至公司的閑差人員部門「第十三營業部」。
- 家路惠：上戶彩[6]（香港配音：劉惠雲）

阿久的再婚妻子，5年前與阿久結婚。富豪千金。舊姓：森。
- 家路良雄：高橋來（香港配音：陳琴雲）

阿久與小惠的4歲兒子。

#### 野澤家
- 野澤香：水野美紀[8]（香港配音：林元春）

阿久的前妻。雜誌撰稿人。
- 野澤昴（野沢すばる）：山口麻友（幼年時期：中島綾香、橫溝菜帆）（香港配音：陳皓宜）

野澤香的13歲女兒。

#### 葵帝國證券
- 四月信次：鈴木浩介（香港配音：劉昭文）

第十三營業部員工。對工作老是提不起勁。
- 小鳥遊優愛：吉本實憂（香港配音：葉曉欣）

第十三營業部短期合約員工。實為受勅使河原洋介之命，負責監視阿久。
- 一二三努：豬野學（日语：猪野学）（香港配音：張錦江）

沉迷賽馬導致生活日不敷出，被公司以素行不良的理由調至第十三營業部的員工。
- 五老海洋子：阿南敦子（日语：阿南敦子）（香港配音：黃麗芳）

因過於犀利的言論，被上司視為麻煩人物，而調至第十三營業部的員工。
- 岩下昇：野間口徹（日语：野間口徹）（香港配音：馮錦堂）

對黑木竭盡鞠躬哈腰之能事的第一營業部員工。
- 戶倉信吾：矢野聖人（日语：矢野聖人）（香港配音：周倚天）

私底下對岩下嗤之以鼻的第一營業部員工。相當崇拜黑木。
- 黑木仁：新井浩文（香港配音：麥皓豐）

葵帝國證券第一營業部的王牌營業員。
- 轟春木：光石研（香港配音：盧國權）

阿久調任的第十三營業部課長。
- 勅使河原洋介：渡邊一惠（香港配音：馮志輝）

葵帝國證券營業部門執行董事。
- 小機幸男：西田敏行（香港配音：譚炳文）

阿久調任的第十三營業部部長。

#### 其他人物
- 本城剛：田中圭（香港配音：李鎮然）

良雄所屬的足球隊教練。
- 筑波良明：及川光博（香港配音：黃啟昌）

阿久的主治醫師。
- 森文子：山口美也子（日语：山口美也子）（香港配音：雷碧娜）

龍夫的妻子。小惠的母親、阿久的岳母、良雄的外婆。
- 森龍夫：堀内正美（日语：堀内正美）（第9集）（香港配音：朱子聰）

文子的丈夫。小惠的父親、阿久的岳父、良雄的外公。

#### 各集登場人物
出場次數多於一集的角色會在括號內註明集數。

##### 第1集
- 竹田雅夫：香川照之（香港配音：李錦綸）

雲井地產專務。
- 銀座俱樂部媽媽桑：高岡早紀（香港配音：梁少霞）

##### 第2集
- 山野邊俊：田中直樹（搞笑團體「鐵公雞二人組（日语：ココリコ）」）（香港配音：陳廷軒）

阿久學生時代的好友
- 鬼山健三：西岡德馬（日语：西岡徳馬）（香港配音：張炳強）

鬼山機械社長。

##### 第3集
- 野澤祥子：蓮佛美沙子（第7－8集）（香港配音：黃昕瑜）

阿久的小姨子，前妻野澤香的妹妹。
- 野澤和也：寺田農（香港配音：陳永信）

野澤姐妹的父親，在阿久與野澤香離婚後過世。
- 住在山梨縣的叔父：野添義弘（日语：野添義弘）（香港配音：林國雄）

野澤家的親戚。

##### 第4集
- 德山正夫：平泉成（香港配音：陳永信）

阿久單身赴任時期所住宿舍的現任房客。原經營郵購公司「德山郵購」，因經營不善而破產，現與妻子分居中。
- 德山葉子：市毛良枝（日语：市毛良枝）（香港配音：伍秀霞）

正夫的妻子，「德山郵購」的專務。
- 小渚：雛形明子（香港配音：柚子蜜）

小酒吧「獨角戲」的老闆娘。

##### 第5集
- 家路梓：風吹純（第7集）（香港配音：蔡惠萍）

阿久的母親。在丈夫人間蒸發後，便獨自一人擔下養育兩個兒子的重擔。
- 家路浩：永井大（第6集）（香港配音：關令翹）

阿久的弟弟。原為酒舖老闆，現與妻子一同經營便利商店。
- 家路佐智子：廣澤草（日语：広澤草）（香港配音：吳羨婷）

阿浩的妻子，阿久的弟媳。
- 家路明：山崎龍太郎（日语：山崎竜太郎）（香港配音：鄧港文）

阿浩的兒子，阿久的侄子。
- 松山茂：遠藤要（日语：遠藤要 (俳優)）（香港配音：劉奕希）

在網路貼文惡意中傷阿浩的前便利商店打工人員。

##### 第6集
- 小店老闆：神保悟志（日语：神保悟志）（香港配音：蕭徽勇）

送菜至阿久岳父家別墅的小店老闆。
- 診所的醫生：田口主將（日语：田口主将）（香港配音：陳永信）

##### 第7集
- 家路洋藏：北大路欣也（香港配音：張炳強）

阿久的父親。在阿久11歲時拋棄家庭離家出走。
- 江戶川南警署警官：板尾創路（日语：板尾創路）（香港配音：葉振聲）
- 北村和子：大島智子（日语：大島さと子）（香港配音：黃玉娟）

NPO法人（非政府組織）的老人關懷志工。
- 金融廳檢查官：六角精兒（日语：六角精児）（香港配音：陳永信）
- 金融廳檢查官（今井）：弓削智久（日语：弓削智久）（香港配音：劉奕希）
- 城立大學醫院醫師：三浦浩一（日语：三浦浩一）（第9集）（香港配音：招世亮）

野澤香的主治醫師。

##### 第8集
- 白石杏子：吹石一惠（香港配音：林芷筠）

前葵帝國證券的社長秘書。現為保險業務員。
- 清原：山崎樹範（日语：山崎樹範）（第9集）（香港配音：蕭徽勇）

野澤香的交往對象。
- 與杏子相好的男子：田中要次（日语：田中要次）（香港配音：劉昭文）

##### 第9集
- 泊：中山裕介（日语：ユースケ・サンタマリア）（香港配音：李錦綸）

雲井不動產專務竹田雅夫的下屬。

##### 第10集
- 上王子悟史：澤村一樹（香港配音：陳廷軒）

葵帝國證券社長。
- 西澤真理：佐佐木希（香港配音：何璐怡）

上王子社長秘書。

### 製作團隊
- 原作：石坂啟「I'm Home」（上下集）（小學館刊）
- 劇本：林宏司
- 音樂：菅野祐悟
- 導演：七高剛、田村直己、星野和成
- 企劃：高橋浩太郎
- 製作總指揮：橫地郁英
- 製作人：大江達樹、川島誠史、太田雅晴
- 製作協助：5年D組（日语：5年D組）
- 製作出品：朝日電視台

### 播出日期
| 各集                                                    | 播出日期 | 標題                                                          | 導演     | 收視率 |
| ------------------------------------------------------- | -------- | ------------------------------------------------------------- | -------- | ------ |
| Key #1                                                  | 4月16日  | （我回來了！崩壞的家庭…與面具妻子的夫妻生活）                 | 七高剛   | 16.7%  |
| Key #2                                                  | 4月23日  | （與面具妻子結婚的理由…被親戚暴力相向的我的真面目是？）       | 七高剛   | 14.0%  |
| Key #3                                                  | 4月30日  | （是我殺了岳父嗎？苦味葡萄酒的秘密…）                         | 田村直己 | 13.5%  |
| Key #4                                                  | 5月7日   | （是我讓這對夫妻熟齡離婚嗎？單身赴任時犯下的錯誤…）           | 田村直己 | 12.6%  |
| Key #5                                                  | 5月14日  | （給母親的道歉信…我的兩個妻子之間的爭鬥）                     | 七高剛   | 14.5%  |
| Key #6                                                  | 5月21日  | （最後的家庭旅行…記憶逐漸恢復！面具妻子的告白）               | 田村直己 | 13.2%  |
| Key #7                                                  | 5月28日  | （母親與拋棄我的男人…愛恨的盡頭）                             | 星野和成 | 13.1%  |
| Key #8                                                  | 6月4日   | （最終章 回不去的兩人…面具夫妻兩人都有外遇？）                | 田村直己 | 13.4%  |
| Key #9                                                  | 6月11日  | （最終章 離婚協議書！與家人分離、遭到逮捕及被他人監視的理由） | 七高剛   | 16.5%  |
| Key #10                                                 | 6月18日  | （所有的謎團即將揭曉！與面具妻子離別…充滿淚水的事件經過！）   | 七高剛   | 19.0%  |
| 平均收視率14.8%（收視率由Video Research於關東地區統計） |          |                                                               |          |        |

## 外部連結
- I'm home 遙遠的返家之路－NHK官方網站（日語）
- I'm home－朝日電視台官方網站（日語）
- 家的記憶－緯來日本台官方網站（页面存档备份，存于）（繁體中文）

## 節目的變遷
| 日本 朝日電視台 朝日電視台週四晚間九點連續劇        | 日本 朝日電視台 朝日電視台週四晚間九點連續劇 | 日本 朝日電視台 朝日電視台週四晚間九點連續劇 |
| --------------------------------------------------- | -------------------------------------------- | -------------------------------------------- |
|                                                     | I'm home （2015年4月16日－2015年6月18日）    |                                              |
| DOCTORS3〜最強名醫〜 （2015年1月8日－2015年3月5日） | 年齡騷擾 （2015年7月9日－2015年9月10日）     |                                              |

| 台灣 緯來日本台 星期六 22:00-23:00  | 台灣 緯來日本台 星期六 22:00-23:00        | 台灣 緯來日本台 星期六 22:00-23:00 |
| ----------------------------------- | ----------------------------------------- | ---------------------------------- |
|                                     | 家的記憶 （2015年4月25日－2015年6月27日） |                                    |
| 最強名醫之生存戰篇 （2015年4月4日） | 新·毛骨悚然撞鬼經驗 （2015年7月4日）        |                                    |

| 香港 TVB日劇台 星期六 15:30－17:30、19:30－21:25及23:30－01:30                      | 香港 TVB日劇台 星期六 15:30－17:30、19:30－21:25及23:30－01:30 | 香港 TVB日劇台 星期六 15:30－17:30、19:30－21:25及23:30－01:30 |
| ----------------------------------------------------------------------------------- | -------------------------------------------------------------- | -------------------------------------------------------------- |
|                                                                                     | 回家鎖匙 （2015年6月20日－2015年7月18日）                      |                                                                |
| （2015年5月16日－2015年6月13日）                                                    | 天皇的御廚 （2015年7月25日－2015年9月5日）                     |                                                                |
| 香港 無綫電視J2 星期日 23:00－00:00/00:05 2月14日 23:00－00:10 4月17日 23:05－00:20 |                                                                |                                                                |
| 2016超級巨星紅白藝能大賞 （2016年2月7日）                                           | 回家鎖匙 （2016年2月14日－2016年4月17日）                      | 律政狂人2特別篇 （2016年4月24日－2016年5月1日）                |